# 라보울베니아강
라보울베니아강(Laboulbeniomycetes)은 곤충 또는 기타 절지동물에 기생하며, 육서 및 수서 생활을 하는 독특한 균류 강의 하나이다. 크기는 매우 작다. 보통 1 밀리미터 이하이다. 숙주인 절지동물의 입 주위 또는 기타 몸 부위의 촉각 위에서 산다. 라보울베니아강의 일부 종들은 숙주의 몸 안에 뿌리처럼 생긴 균사(흡반(吸盤), haustorium)를 심는 것이 어느 정도 육안으로 보이지만, 겉으로 보기에는 이 균류가 기생하는 숙주 동물에게 해를 끼치지 않는 것으로 보인다.